# Buse à face noire
Leucopternis melanops
Espèce
Statut de conservation UICN

 LC  : Préoccupation mineure
Statut CITES
La Buse à face noire (Leucopternis melanops) est une espèce d'oiseaux de la famille des Accipitridae.

## Répartition

Cette espèce peuple le Nord du bassin amazonien, dont le plateau des Guyanes.